# Kathi O’Brecht
Kathi O’Brecht, auch Kathi Obrecht,  ist eine US-amerikanische Schauspielerin, die von 1988 bis einschließlich 1990 in insgesamt drei Spielfilmen mitspielte.

## Leben
O’Brecht spielte 1988 eine größere Rolle als Rhonda in der Horrorkomödie Beast You!. Als Mitglied einer Schwesternschaft wird sie im Laufe der Handlung in ein Ungeheuer verwandelt und kommt am Ende des Films bei einem Autounfall ums Leben. Im selben Jahr übernahm sie eine Nebenrolle als Kellnerin im Actionfilm Lady Avenger. 1990 war sie als Zombie in der Sport-Horrorkomödie Linnea Quigley's Horror Workout zu sehen. In dem Abspann wird sie als Kathi Obrecht geführt. Nach dieser Filmrolle zog sie sich aus dem Filmgeschäft heraus.

## Filmografie
- 1988: Beast You! (Sorority Babes in the Slimeball Bowl-O-Rama)
- 1988: Lady Avenger
- 1990: Linnea Quigley's Horror Workout